# Enchoptera apicalis
Enchoptera apicalis là một loài bọ cánh cứng trong họ Cerambycidae.